# Mirie it is while sumer ilast
Mirie it is while sumer ilast (engl., etwa Heiter ist es, solang der Sommer währt) oder kurz Mirie it is ist ein mittelenglisches Lied aus der ersten Hälfte des 13. Jahrhunderts. Es handelt von der Sehnsucht nach dem Sommer im Angesicht der herannahenden kalten Jahreszeit und der bedauernswerten Situation des lyrischen Ichs. Der Verfasser des Liedes ist unbekannt; Text und Melodie sind unvollständig auf einer einzelnen beschädigten Manuskriptseite überliefert, was zusammen mit der teils uneindeutigen Ausführung der für die Notation verwendeten Neumen die Rekonstruktion des Liedes erschwert. So ist unklar, ob das Lied ursprünglich weitere Zeilen oder Strophen enthielt.

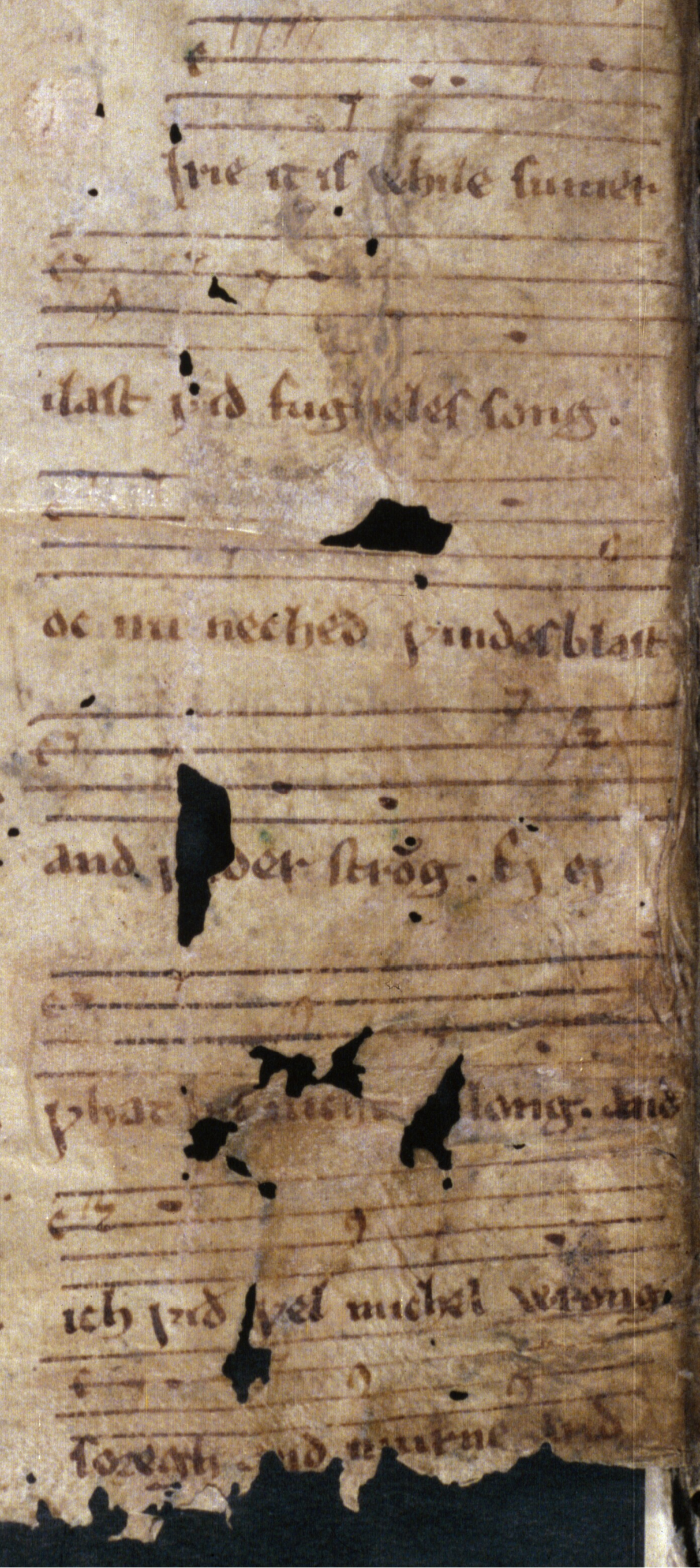
Mirie it is while sumer ilast, Ausschnitt der Originalhandschrift aus dem 13. Jahrhundert.

Das Stück ist eines der ältesten überlieferten Lieder in englischer Sprache. Es stellt eines der wenigen Zeugnisse nichtliturgischer Musik aus dem England des Mittelalters dar. Das Manuskript fand sich zusammen mit zwei altfranzösischen Liedern in einem Buch der Psalmen aus der Bodleian Library. Es wurde Ende des 19. Jahrhunderts wiederentdeckt und 1901 der Fachwelt zugänglich gemacht. In den 1960er Jahren wurde es von Frank Llewelyn Harrison das erste Mal modern arrangiert und eingespielt. Seine von moderner Ästhetik geprägte Rekonstruktion fand als Miri it is while sumer ilast durch den britischen Horrorfilm The Wicker Man von 1973 Verbreitung und hat sich seitdem auch in der Alten Musik als die populärste durchgesetzt.

## Überlieferungsgeschichte

### Manuskript
Mirie it is while sumer ilast ist nur aus einer einzigen Quelle bekannt. Es findet sich gemeinsam mit zwei zeitgenössischen altfranzösischen Musikstücken – […] chant ai entendu und Mult s’asprisme – auf einer Pergamentseite. Sie wurde nachträglich als Vorsatzblatt in ein Buch der Psalmen aus der zweiten Hälfte des 12. Jahrhunderts eingebunden. Womöglich stammt das Buch ursprünglich aus der ostenglischen Benediktinerabtei Thorney bei Peterborough. Darauf deutet die Erwähnung der Heiligen Benedikt, Botolph und Æthelthryth in der im Psalter enthaltenen Litanei hin. Die Gebeine Botolphs wurden in Thorney als Reliquie verwahrt, während Æthelthryth als Schutzpatronin der Isle of Ely galt. Über die Sammlung des Antiquars Richard Rawlinson gelangten das Buch und das eingebundene Manuskript 1755 in den Bestand der Bodleian Library der Universität Oxford. Dort ist sie unter der Signatur MS Rawlinson G. 22 katalogisiert.

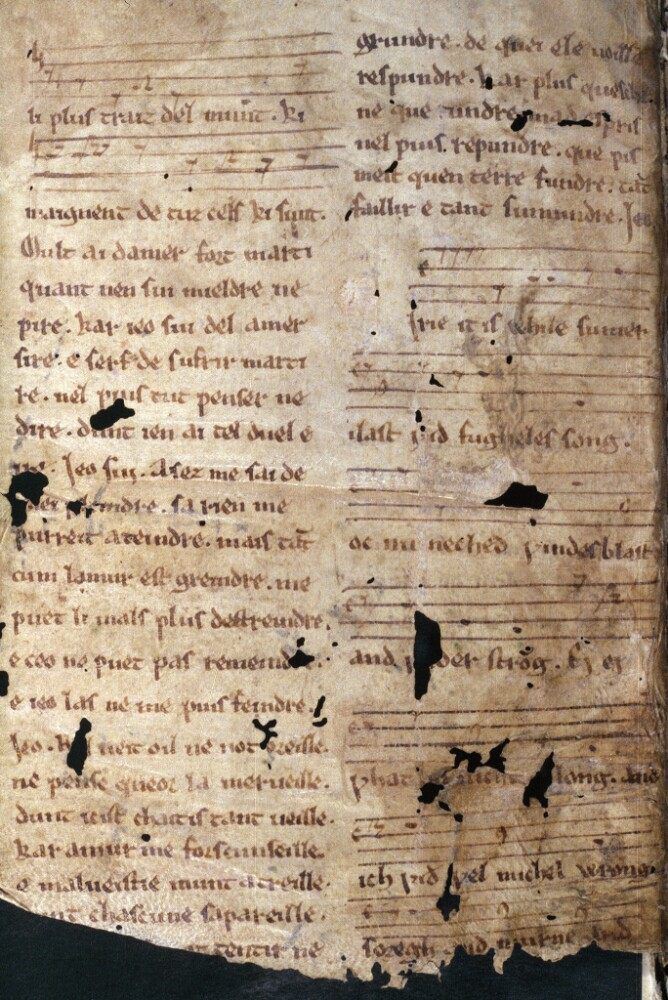
MS Rawlinson G. 22 (fol. 001v): Pergamentseite mit Text und Melodie von Mirie it is while sumer ilast (rechte Spalte)

Das Lied findet sich auf der (in Einbindungrichtung) Rückseite des Pergaments in der rechten von zwei Textspalten. Das stark vergilbte Pergament weist an mehreren Stellen Löcher auf, zudem ist der untere Rand der Seite abgerissen, sodass auch Teile des Liedtexts und der Notation fehlen. Eine vorangehende und drei nachfolgende Seiten, welche wohl zu dem ursprünglichen Psalmenbuch gehörten, waren ebenfalls in dem Band enthalten, wurden aber zu einem unbekannten Zeitpunkt herausgeschnitten.

### Lokalisierung und Datierung
Anhand sprachlicher Merkmale wird die Handschrift mit Mirie it is auf die erste Hälfte des 13. Jahrhunderts datiert und im Dialektraum der Midlands verortet. Für diese Lokalisierung ist unter anderem das Wort oc (doch) von Bedeutung, das in diesem Zusammenhang ein altnordisches Lehnwort darstellt, was sich mit der Region um Cambridge decken würde. E. W. B. Nicholson setzte den Zeitpunkt der Niederschrift um das Jahr 1225 an. Darauf deutet das gh in fugheles und soregh hin, das ab etwa 1250 zunehmend durch w ersetzt wurde. Eric Dobson wendet allerdings ein, dass die Lautverschiebung des altenglischen sang zu mittelenglisch song (durch Verlängerung des a vor ng), wie sie sich im Liedtext bereits findet, in den Midlands kaum vor 1225 stattgefunden haben dürfte. Auch der Verlust der Endsilbe -e in fast deute eher auf einen späteren Zeitpunkt der Niederschrift hin. Dobson hält daher eine Entstehung zwischen 1230 und 1240 für etwas wahrscheinlicher.
Eine solche Datierung über sprachliche Merkmale wird allerdings durch die Überlieferung mittelalterlichen Liedgutes verkompliziert. Zunächst handelt es sich bei dem Manuskript wohl um die Niederschrift bereits existierender Texte. Zwischen Komposition und Verfassung des Manuskripts kann also eine nicht unbeträchtliche Zeitspanne gelegen haben. Auch ist dadurch unklar, um wessen Worte es sich im Liedtext handelt: um die des Liedes, wie es der Kopist gehört beziehungsweise gelernt hat, oder um die des Kopisten, der einen womöglich fremden Dialekt des Mittelenglischen in seine eigene Mundart übertrug. Viele mittelenglische Liedtexte weisen in ihrem Wortschatz eine starke dialektale Mischung auf. Das impliziert, dass sie womöglich quer durch das damalige England Verbreitung fanden, bevor sie in einer bestimmten Fassung schriftlich festgehalten wurden. Derart entstandene Texte sind also nicht ohne Weiteres einem klar abgegrenzten Dialekt oder einer bestimmten Entwicklungsphase des Mittelenglischen zuordenbar. Zu guter Letzt gab es auch zwischen gesprochenem und geschriebenen Wort eine sprachliche Kluft: In der Schriftsprache wurden archaische Formen oft noch beibehalten, während sie sich der Alltagssprache bereits verloren hatten. Sprachliche Entwicklungen schlagen sich daher auch nicht zwangsläufig in geschriebenen Texten wieder, zumal das gesprochene Mittelenglische wohl schon früh eine große Flexibilität bei der Verwendung von Archaismen und Neologismen zeigte.
Zumindest das Alter des Manuskripts lässt sich aber auch über andere Indizien erschließen. Die Neumennotation etwa wird in England um die Mitte des 13. Jahrhunderts von Modal- und Mensuralnotation abgelöst. Das Manuskript des Kanons Sumer is icumen in, wahrscheinlich einige Jahrzehnte nach dem von Mirie it is verfasst, ist bereits in Mensuralnotation verfasst. E. W. B. Nicholson, von dem die Datierung des Pergaments auf etwa 1220 stammt, führt neben der Sprache des Textes auch den Stil der Minuskelschrift als Indiz an. Damit wäre Mirie it is neben Ar ne kuth ich sorghe non das früheste bekannte Lied in englischer Sprache.

### Urheber und Entstehungskontext

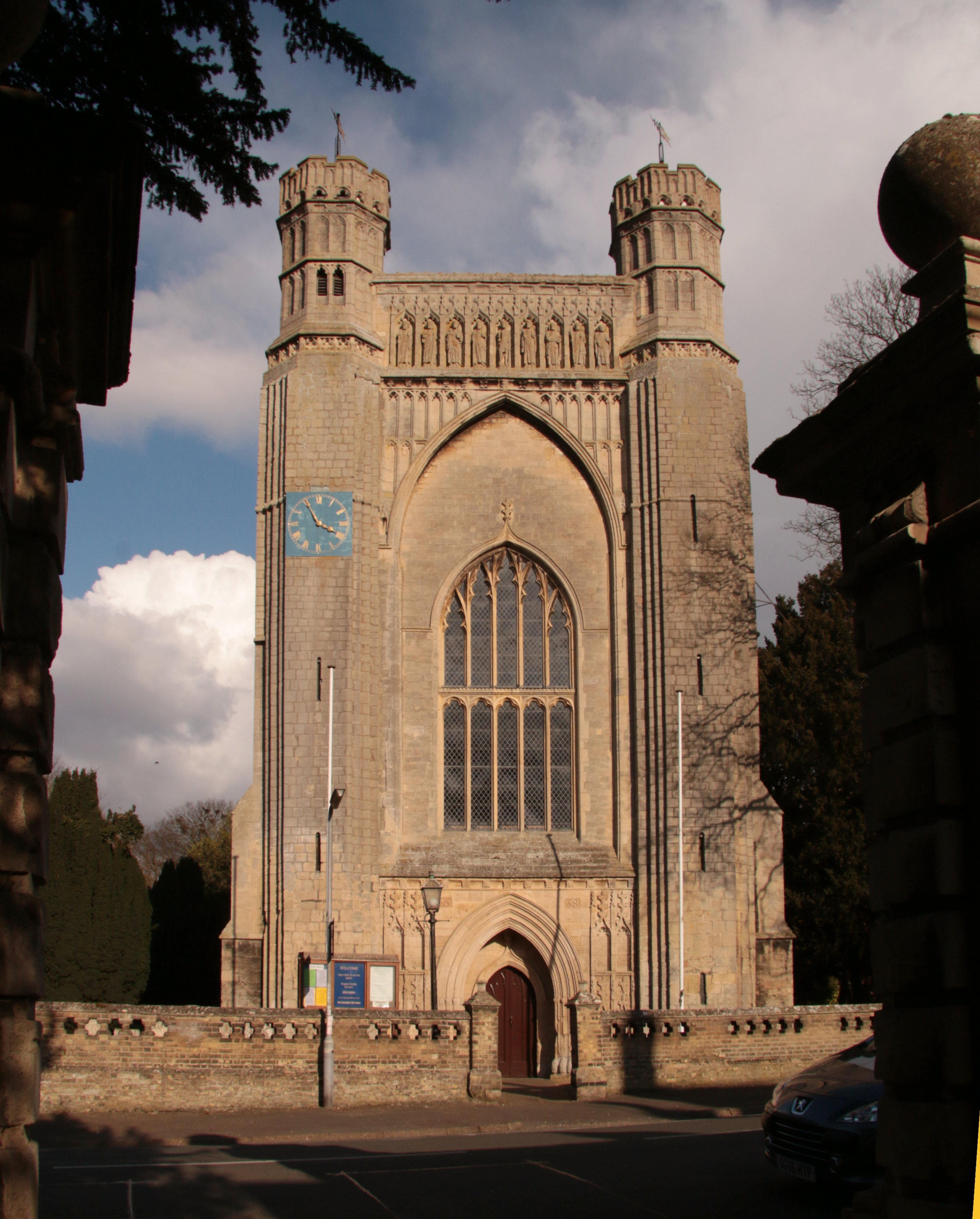
Die Reste der Abtei Thorney in Cambridgeshire. Das Buch der Psalmen, auf dessen Deckblatt sich Mirie it is findet, wurde vermutlich dort angefertigt.

Wie auch bei anderen englischen Manuskripten des Hochmittelalters ist über den Urheber von Lied und Manuskript nichts bekannt. Von den etwa 100 überlieferten Musikstücken aus dem England des 12. und 13. Jahrhunderts lassen sich lediglich vier dem Heiligen Godric von Finchale und eines Renaud de Hoilande als Autoren zuweisen. Bücher und Manuskripte wechselten häufig den Besitzer; wie unterschiedliche Handschriften bezeugen, teils sogar während ihrer Entstehung. Diese Umstände erschweren es, das Motiv für die Komposition und Niederschrift von Liedern festzustellen oder den Kontext zu rekonstruieren, in dem sie verfasst und gesungen wurden. Mit großer Sicherheit stammen aber fast alle Liedmanuskripte dieser Zeit aus einem klerikalen, klösterlichen Kontext, der im Fall von Mirie it is auch durch die Einbindung in das Buch der Psalmen nahegelegt wird. Die Fähigkeiten des Lesens und Schreibens waren bis weit ins 13. Jahrhundert auf mönchische Kreise beschränkt. Das kommerzielle Verfertigen von Abschriften durch professionelle Schreiber ist erst aus der Mitte des 13. Jahrhunderts aus Paris belegt und breitete sich wohl nur langsam in die Peripherien des mittelalterlichen Westeuropas aus. Edward Nicholson spekuliert aufgrund der beiden altfranzösischen Liebeslieder, dass es sich beim Schreiber des Manuskripts um einen Laienchoristen handelte.
Lieder aus dem England des 12. und 13. Jahrhunderts sind, anders als etwa die aus dem zeitgenössischen Frankreich, nicht in Liedbüchern überliefert. Häufig wurden sie auf freigebliebenen Seiten anderer Werke notiert oder, wie Mirie it is, in solche eingebunden. Das legt nahe, dass die Verschriftlichung von Musik in den englischen Klöstern einen eher geringen Stellenwert einnahm und von der Muße und dem Interesse einzelner Mönche abhängig war. Es kann aber ebenso gut ein Artefakt der Vernichtung von Büchern und Manuskripten im Zuge der Auflösung der englischen Klöster sein: Genauso plausibel ist, dass Liedersammlungen einst in größerem Umfang existierten und die Handschrift von Mirie it is Teil einer solchen war. Der Verfasser der Mirie-Niederschrift war, wie das Manuskript zeigt, in der Notation von Musik bewandert und sprach neben Mittelenglisch auch das altfranzösische Anglonormannisch. Während die beiden französischen Troubadourlieder […] chant ai entendu und Mult s’asprisme sprachlich wie inhaltlich einen höfisch-romantischen Kontext nahelegen, ist das in der englischen Volkssprache gehaltene Mirie it is deutlich düsterer, was einige Kommentatoren als Fortsetzung altenglischer Dichttradition, andere als Ausdruck angelsächsischen bäuerlichen Lebens gedeutet haben.

## Text
Der Originaltext des Manuskripts ist in für das 13. Jahrhundert typischer, bereits gotisierter Kleinschrift verfasst und enthält neben dem heute im Englischen gebräuchlichen lateinischen Alphabet auch die Buchstaben ƿ (Wynn), ð (Eth) und ſ (langes s), das durchgehend für das s verwendet wird. Während ð im Manuskript durchgängig den heutigen Digraph th vertritt, nutzte der Verfasser für den Laut [w] sowohl ƿ als auch w. Die handschriftliche Ausführung von ð hebt sich lediglich durch einen Querstrich von d ab, der im Manuskript nur sehr schwach ausfällt. Am Anfang der ersten Zeile ist Platz für den dekorierten Anfangsbuchstaben M ausgespart; dieser wurde jedoch nicht eingesetzt.

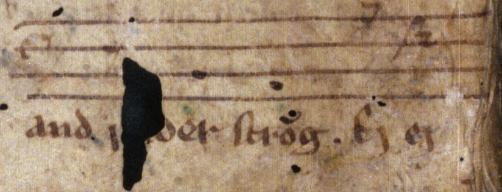
Detail des Mirie-Manuskripts mit dem j-ähnlichen Buchstaben in der vierten Liedzeile „and w[ed]er strong. Ey ey“

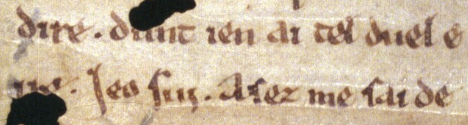
Zum Vergleich die Ausführung im Text von Mult s’asprisme auf der gleichen Seite: Das j im Text „[…] dunt jen ai tel duel e ire. Je suis. Asez me sai de […]“ zeigt eine deutlich abweichende Form.

Uneindeutig ist der einem j ähnelnde Buchstabe am Ende der vierten Zeile. Er ist länger als das ansonsten im Text verwendete i. Zugleich unterscheidet er sich in seiner Ausführung von dem in den beiden französischen Texten verwendeten j, weshalb ihn Helen Deeming in ihrer Quellenedition mittelenglischer Musik als y interpretiert. An mehreren Stellen ist das Pergament durch Löcher beschädigt, wodurch Buchstaben teilweise oder vollständig fehlen. Das zweite Wort der vierten Zeile wird als weder (Wetter) rekonstruiert; in der fünften Zeile wird in Textbearbeitungen das Wort is (ist) ersetzt. Schwieriger gestaltet sich die Rekonstruktion des Wortes fast (darben, fasten) in der abgerissenen achten Zeile. Es lässt sich in erster Linie über das Reimschema ilast – blast erschließen. Edward Nicholsons Rekonstruktion des letzten Wortes als fast ist heute allgemein akzeptiert, auch weil es sich in Chaucers Canterbury Tales in ähnlichen, weltlichen Zusammenhängen findet. Es ist aber nicht die einzige plausible Ergänzung: Auch wast(e) für „vergehen“ oder „dahinschwinden“ wäre in den Augen des Linguisten Karl Reichl möglich. In dieser Bedeutung ist es allerdings erst ab dem späten 14. Jahrhundert belegt.

## Inhalt und Motive
Das lyrische Ich des Textes schwelgt zunächst in den Erinnerung an die warme Jahreszeit (Mirie it is while sumer ilast), die vom Gesang der Vögel erfüllt ist (with fugheles song). Dieser nostalgische Rückblick wird mit dem Einbruch schlechten Wetters und Sturmwinde kontrastiert (oc nu neicheth windes blast and weder strong). Auch sind die Tage schon kurz geworden; im nächsten Satz beklagt der Sänger die nicht enden wollende Nacht (Ey ey what this nicht is long). Die darauf folgende Passage and ich with wel michel wrong ist nicht klar zu deuten: Hadert das lyrische Ich mit in der Vergangenheit erlittenem oder begangenem Unrecht (wrong) oder damit, dass es in der Gegenwart ungerechter Weise leiden müsse? Die Strophe schließt mit der kläglichen Situation des lyrischen Ichs ab, das sich reut und klagt und hungert (soregh and murne and fast).
In seinen Motiven knüpft Mirie it is an französische Troubadourlyrik des Hochmittelalters an. Vor allem der Bezug auf die Natur als Spiegel der Seele ist hier charakteristisch. Bei Cercamon etwa sind der erste Herbsthauch, das Fallen der Blätter und der Wandel des Vogelgesangs Sinnbild einer vergangenen, unerreichbaren Liebe. In ähnlicher Weise findet sich die belebte Natur aber auch in anderen mittelenglischen Liedern des 13. und 14. Jahrhunderts: Vögel treten etwa in Fuweles in the frith (Vögel im Gehölz) oder Bryd one brere (Vogel auf einem Zweig) bereits in der ersten Liedzeile in Erscheinung; der Sommer wird in Sumer is icumen in (Der Sommer ist gekommen) besungen, wenngleich deutlich euphorischer als in Mirie it is. Auch Wetterumschwung ist kein Bild, das auf das Liedfragment aus der Bodleian Library beschränkt ist. Er findet sich fast zeitgleich auch in Man mei longe als „fair weder ofte him turneth into rene“ („schönes Wetter wird oft zu Regen“). 

## Musik

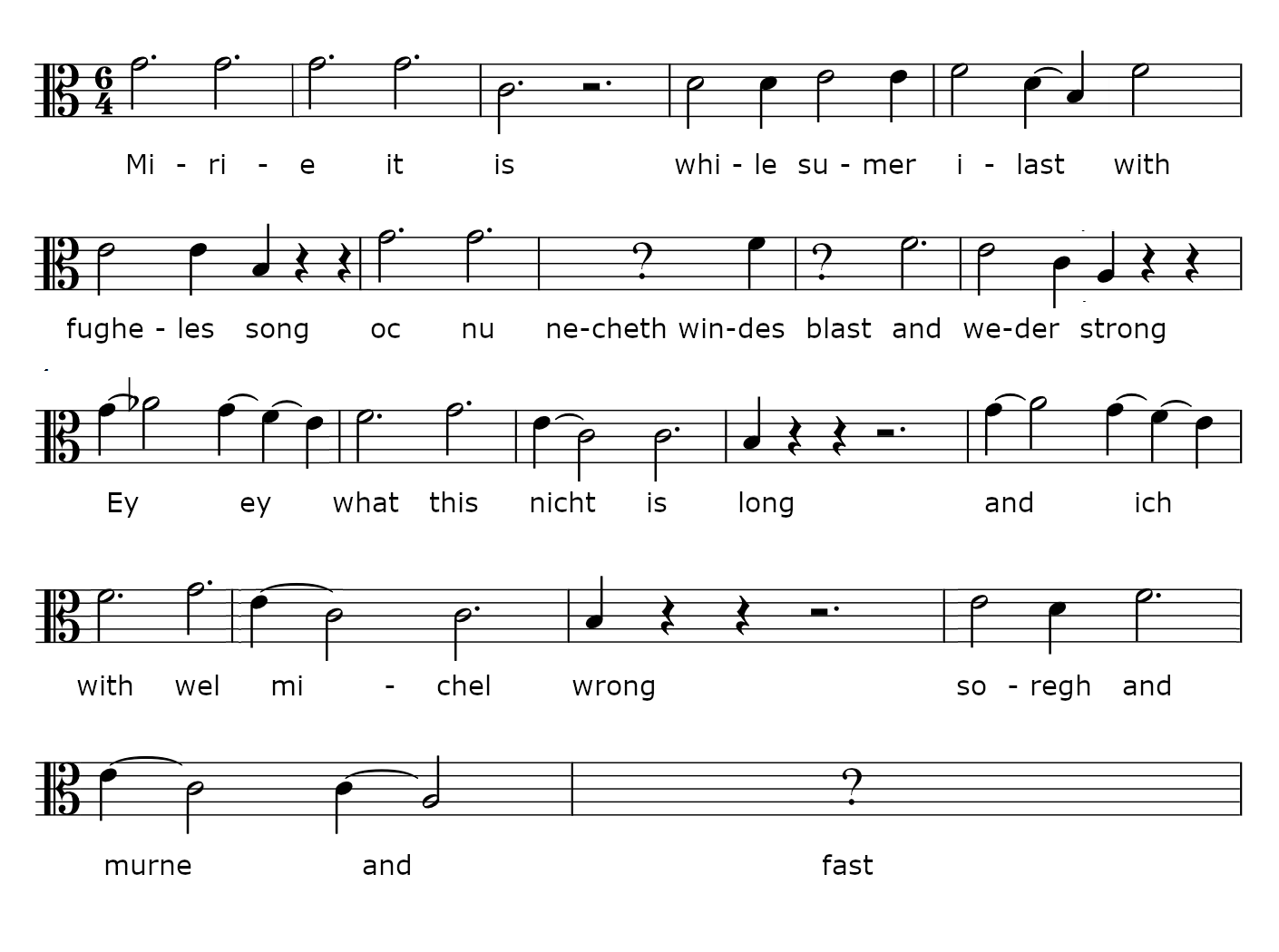
Transkription der Melodie von Mirie it is while sumer ilast mit Liedtext nach Cecie und J. F. R. Stainer. Fehlende Noten sind durch Fragezeichen markiert.

### Notation
Wie für das frühe 13. Jahrhundert üblich ist Mirie it is while sumer ilast in Neumen notiert. Diese frühe Form der Notation zeichnet sich gegenüber der heute gebräuchlichen vor allem durch das Fehlen von Takt und eindeutigen Notenlängen aus. Erst gegen Mitte des 13. Jahrhunderts wurde sie in England durch die aufkommende Modal- und später Mensuralnotation verdrängt und hielt sich nur noch in der Notation geistlicher Gesänge, sogenannter Plainsongs. Neumen dienten eher zur Orientierung denn als eindeutige Vorgabe zur Aufführung von Musik. Der Rhythmus von Gesang richtete sich vor allem nach dem Fluss der gesprochenen Sprache. Sänger hatten einen großen Spielraum bei der Interpretation, zugleich wurde von ihnen aber auch erwartet, Musik ohne eindeutige rhythmische Vorgaben interpretieren zu können.
Neumen lassen sich nur schwer in moderne Notation übertragen, unter anderem weil sie eine andere Funktion erfüllten als ihre heutigen Gegenstücke und moderner Musik andere ästhetische Prinzipien zugrunde liegen. Eine „wörtliche“ Interpretation der Neumen führt aus moderner Sicht zu harmonischen und rhythmischen Missverhältnissen und kommt der Aufführungspraxis nicht nahe. Eine Angleichung oder Annäherung an damalige wie heutige Hörgewohnheiten kann aber nur zum Preis einer Abweichung beziehungsweise Überformung von überlieferter Notation erfolgen. Die hier dargestellte Transkription von Cecie und J. F. R. Stainer folgt streng der Notation im Originalmanuskript und verzichtet auf die Ersetzung fehlender Noten oder die Angleichung von Tonlängen. Daneben existieren modernisierte Fassungen der Mirie-Melodie, etwa von Frank Llewelyn Harrison, die rhythmisiert sind, aber in ihren Noten von der Manuskriptfassung abweichen und die vier Noten am Liedbeginn zu drei verkürzen. Auch weisen sie dort, wo Noten im Manuskript nicht mit denen vorhergehender Zeilen übereinstimmten, geänderte Tonhöhen auf, um eine Angleichung herbeizuführen. Dieser starke Eingriff ins beziehungsweise die Korrektur des Manuskripts wird von ihren Vertretern mit mangelnder musikalischer Kenntnis des ursprünglichen Verfassers gerechtfertigt. Hierfür gibt es im Fall von MS. Rawlinson G. 22 keine Anhaltspunkte, wohl aber in einigen anderen Fällen mittelenglischer Liedmanuskripte.
Die (vermutlich) letzte, fehlende Note für fast am Ende der Strophe wird für gewöhnlich als g' rekonstruiert, weil alle anderen Liedzeilen ebenfalls auf g' enden. Ian Pittaway hält dies als Interpret mittelenglischer Musik für einen Irrtum, weil es der mittelalterlichen Abfolge von Konsonanz–Dissonanz–Konsonanz widerspricht. Da das Lied auf einem zweigestrichenen e beginnt und die Melodie weitgehend dem phrygischen Modus folge, müsse auf die vorletzte Note, ein eingestrichenes f, sinnvollerweise e' folgen. Pittaway hat auf der Basis dieser Grundüberlegung eine Rekonstruktion des Liedes vorgenommen, die deutlich von der verbreiteten Harrison-Version abweicht.

### Gesang
Neben der Notation stellt vor allem die Struktur und Aussprache des Mittelenglischen eine Herausforderung für die Rekonstruktion von Mirie it is dar. Ob etwa die Wortendung -e Anfang des 13. Jahrhunderts noch gesprochen oder bereits verstummt war, hing wohl vom Kontext ab. Obwohl es bei einigen Wörtern in späteren Stadien des geschriebenen Englischen entfiel – etwa in merry < mirie oder mourn < murne –, wurde es wahrscheinlich schon Ende des 14. Jahrhunderts im Alltag nicht mehr gesprochen, wenngleich die formelle und die Schriftsprache es noch länger beibehielten. Die vier Noten zu Beginn des Stücks deuten jedoch darauf hin, dass Mirie tatsächlich als [mɪ-r̩i-ɛ] gesungen wurde. Thomas Duncan erkennt im gesungenen Liedtext von Mirie it is dagegen vier verschiedene phonetische Reduktionsprozesse, bei denen ein unbetontes e entweder im Vokalanlaut (oder einem h) des nachfolgenden Wortes aufging (Elision), in der Wortmitte entfiel (Synkope), nach einem i mit diesem zu [j] verschmolz (Synthese) oder in Schlusssilben vor einem Konsonanten verschwand (Apokope). Entsprechend hätten die ersten Worte als [mɪ-r̩i-tis] gesungen werden müssen, was einer Reduktion von fünf auf drei Silben entspricht.
Uneinigkeit herrscht darüber, ob Lyrik und Gesang im Mittelenglischen einer bestimmten Metrik folgte. Für Eric Dobson und Frank Llewelyn Harrison ist der Übergang vom Alt- zum Mittelenglischen durch das Aufkommen regelmäßiger Versschemata und Endreime gekennzeichnet. Auch Thomas Duncan vertritt diese Theorie und führt sie als Begründung dafür an, die Silben des gesungenen Texts auf ein annähernd regelmäßiges Versmaß zu reduzieren. Auf der anderen Seite sieht John Stevens das gesamte Hochmittelalter von einem Fehlen von klassischer Metrik geprägt. Erst mit der Wiederentdeckung antiker Versmaße in der Renaissance hätten Reim- und Verschemata einen prägenden Einfluss auf die Lyrik und damit auch auf Gesang und Melodie ausgeübt. Entsprechend basiere auch Mirie it is while sumer ilast, das er als einen Beleg für seine These heranzieht, nicht auf einer Rhythmik des gesprochenen oder gesungenen Wortes. Vielmehr richte sich die Melodie und der Gesang nach dem natürlichen Fluss von Sprache. Diese Authentizität mache bis heute die Poetik und den Reiz dieses kurzen und vergleichsweise schlichten Liedfragments aus.

## Moderne Rezeption
1901 erschien die erste Gesamtausgabe der in der Bodleian Library enthaltenen Alten Musikstücke, in der sich auch Mirie it is while sumer ilast befand. Die Manuskripte waren von John Stainer zusammengestellt worden, der jedoch kurz vor der Vollendung der Ausgabe verstarb. Die Transkription der Stücke und ihre Edition wurde daher von seinem Sohn John Frederick Randell und dessen Frau Cecie Stainer fertiggestellt; den Kommentar zu den Texten und die Datierung der Manuskripte übernahm der damalige Leiter der Bodleian Library, Edward Nicholson. Die Stainerschen Transkriptionen richteten sich vornehmlich an ein wissenschaftliches Publikum und verzichteten bewusst auf eine Anpassung an moderne Hörgewohnheiten oder die Rekonstruktion fehlender Noten.
Erstmals für eine Aufnahme eingespielt wurde Mirie it is 1965 für das Musikalbum Medieval English Lyrics. Der Musikwissenschaftler Frank Llewelyn Harrison hatte das Stück für Viola, Harfe und Tenor adaptiert; der Mediävist Eric Dobson rekonstruierte dazu den Text und die Aussprache. Beide folgten daher auch ihrer später in ihrem Liederbuch Medieval English Songs dargelegten Maxime, bei der Edition mittelalterlicher Manuskripte Korrekturen vorzunehmen: Fehler, die sich durch Überlieferung, Niederschrift und mangelnde Kenntnisse der Kopisten ergeben hatten, sollten so ausgebessert werden. Dobson ging von einer regelmäßigen Metrik des Textes aus und strich Silben dort, wo er sie für rein schriftliche Relikte hielt, die kein gesprochenes Gegenstück mehr hatten. So rekonstruierte er für den Text ein gleichmäßiges Versmaß von 7a/5b/7a/4b/7b/7b/7a und verkürzte hierfür etwa Mirie zu Miri. Harrison wiederum rekonstruierte aus den Neumen der Originalhandschrift eine rhythmisierte Melodie, in der er die Harmonien zudem modernen Hörgewohnheiten anglich. Wenngleich Dobson für eine kritische Edition auch musischer mittelalterlicher Quellen plädierte, war ihm und Harrison ebenso daran gelegen, diese Musik wieder spiel- und singbar zu machen.
Harrisons und Dobsons Einspielung von 1965, gesungen von dem britischen Tenor Gerald English und begleitet von Christopher Wellington auf der Bratsche, wurde wenige Jahre später von Gary Carpenter und John Giovanni für den Soundtrack des Horrorstreifens The Wicker Man aufgegriffen. Carpenter baute für seine Adaption auf Harrisons Melodie auf und reicherte sie um leere Quinten an. Die Harmonie von Harrisons Melodie durchbrach Carpenter an mehreren Stellen gezielt durch Dissonanzen, die dem Stück eine ungeschliffene und für an moderne Harmonien gewöhnte Ohren archaischen Charakter verleihen. Dadurch erinnert der Titel Festival, wie er auf dem Soundtrack von The Wicker Man heißt, in vielerlei Hinsicht an Mittelalter- oder Renaissancemusik; trotz der modernen Blasinstrumente, die Carpenter für sein Arrangement vorwiegend verwendete. Im Film wird die Melodie als Hintergrundmusik für eine Szene in der Bücherei verwendet, in der der Protagonist Neil Howie von der Existenz alter heidnischer Kulte auf der fiktiven schottischen Insel Summerisle erfährt. Auf der Vinylausgabe ist Festival ein eigenständiger Titel; auf der CD-Ausgabe des Soundtracks von 2002 hingegen geht das Stück in Approach und Summer is A-comen in über und bildet mit ihnen einen gemeinsamen Track.
Angelsächsische und keltische Traditionen waren sowohl für die national orientierte Folk-Bewegung der 1960er und 1970er Jahre als auch für den Film selbst ein wichtiger Bezugspunkt. Gemeinsam mit Sumer is icumen in ist Mirie it is eines von zwei mittelalterlichen Liedern, das sich auf dem Soundtrack des Films unter moderne Folk Music und britische Volkslieder mischt. Ungeachtet des Umstandes, dass beide Lieder aus klösterlichen Kontexten überliefert sind, dienen sie im Film als Elemente einer neuheidnischen Naturreligion, die in The Wicker Man den Traditionen und Glaubenssätzen eines als konservativ und repressiv dargestellten Christentums entgegengesetzt wird. Umgekehrt trugen der Film und sein Soundtrack maßgeblich dazu bei, beide Stücke nachhaltig zu popularisieren und auch über Alte Musik und Folk Music hinaus im kollektiven Gedächtnis zu verankern.

## Hörbeispiele
- Ensemble Belladonna: Miri it is while sumer ilast. edition raumklang, 2006. www.youtube.com – basierend auf der von Harrison rekonstruierten Melodie
- Magnet & Paul Giovanni: Festival/Mirie It Is/Sumer Is A-Cumen In. Silva Screen Records, 2002. www.youtube.com – Gary Carpenters und Paul Giovannis Arrangement für den Film The Wicker Man
- Ian Pittaway: Mirie it is while sumer ilast. IPMusic, 2018. www.youtube.com – alternative Rekonstruktion der Melodie von Ian Pittaway

## Verweise